# Licusati
Licusati is een plaats (frazione) in de Italiaanse gemeente Camerota.